# Albertus van Naamen van Eemnes
Albertus van Naamen van Eemnes (Zwolle, 27 februari 1828 - Den Haag, 7 maart 1902) was een Nederlands parlementariër .

## Levensloop
Mr. van Naamen, heer van de beide Eemnessen, was een zoon van mr. Johan Sebastiaan van Naamen (1795-1848), heer van de beide Eemnessen, en Henriëtta Wilhelmina Scriverius (1806-1878). Hij studeerde rechten aan de Universiteit Utrecht en promoveerde aldaar in 1852. Hij vestigde zich als advocaat in Zwolle en werd in 1857 schoolopziener in het district Ommen en in 1861 in het district Kampen. Hij was een gematigd liberale politicus in de tweede helft van de negentiende eeuw. In november 1866 werd hij door het district Zwolle tot Tweede Kamerlid gekozen. Nadat hij in 1879 zijn zetel had verloren aan een antirevolutionair werd hij gedeputeerde en daarna Eerste Kamerlid. Hij was ruim twaalf jaar Senaatsvoorzitter. Hij was actief als investeerder in landbouwkundige en handelsondernemingen. Van Naamen van Eemnes was een vermogend man en steunde diverse charitatieve instellingen. Hij was onder meer commissaris van de Maatschappij van Weldadigheid. Van Naamen van Eemnes kwam uit een familie van juristen, die onder andere is opgenomen in het Nederland's Patriciaat.
Van Naamen van Eemnes trouwde op 23 maart 1855 te Amsterdam met Elisabeth Agatha Johanna van Naamen (1829-1907), dochter van het liberale Tweede Kamerlid Johannes Sebastiaan van Naamen (1801-1852) en Ferdinanda Anna barones van Lynden (1800-1857). Uit dit huwelijk werden drie dochters geboren:
- Henriëtte Wilhelmina (1864-1950); zij trouwde in 1891 met jhr. mr. Daniël de Blocq van Haersma de With (1850-1928), oud-burgemeester van De Bilt.
- Ferdinanda Anna (1868-1900); zij trouwde in 1889 met mr. Willem Lodewijk baron de Vos van Steenwijk (1859-1947), heer van de Gelder en Hagevoerde, onder andere tussen 1929 en 1946 voorzitter van de Eerste Kamer. Zij waren de grootouders van Alwine barones de Vos van Steenwijk (1921-2012).
- Agatha Johanna (1870-1919); zij trouwde in 1905 met jhr. Schelto van Citters (1865-1942), onder andere Commissaris der Koningin in Gelderland. Zij waren de schoonouders van Conny Patijn (1908-2007), lid van de Tweede Kamer, en door hem de grootouders van oud-burgemeester van Amsterdam Schelto Patijn (1936-2007), voormalig burgemeester van onder meer Naarden Jack Patijn (1939) en oud-staatssecretaris Michiel Patijn (1942).

Hij werd onderscheiden met het Grootkruis Orde van de Nederlandse Leeuw. Hij overleed in maart 1902 op 74-jarige leeftijd te Den Haag. Hij werd begraven op Begraafplaats Bergklooster in Zwolle.
- Biografisch Portaal: 25465019
- Digitale Bibliotheek voor de Nederlandse Letteren: naam002
- Parlement.com: vg09ll3jiyia
- RKD-Nederlands Instituut voor Kunstgeschiedenis: 373196